# Святилівська сільська рада
Святилівська сільська рада — колишній орган місцевого самоврядування у Глобинському районі Полтавської області з центром у селі Святилівка.

## Географія
Святилівська сільська рада розташована на межі Полтавської та Черкаської області на березі Кременчуцького водосховища. Сільська рада межує з Бугаївською сільською радою. Святилівська сільська рада розташована в лісостеповій зоні. Ґрунти переважно чорноземні.
Територія до якої входить рада вважається найбільш екологічно чистою зоною.
До складу територіальної громади входять п'ять населених пунктів:
- с. Святилівка
- с. Крива Руда
- с. Липове
- с. Проценки
- с. Струтинівка

Площа населених пунктів сільської ради 1 183 га, загальна площа земель всього — 17 058 га з них: 4 378 га — сільськогосподарські угіддя, 11 340 га — землі водного фонду, 529 га — лісовкриті площі, 811 га — інші землі.

## Населення
Населення сільської ради на 1 січня 2011 року складає – 1723 особи у 5 населених пунктах.

## Влада
- Святилівський сільський голова — Любімова Валентина Петрівна[1].
- Секретар сільської ради — Страшненко Тетяна Олександрівна[1].
- Рада 6 скликання складається з 16 депутатів[1]:
  1. Семіжон Алла Василівна
  2. Лагно Любов Іванівна
  3. Торяник Сергій Миколайович
  4. Оленко Юрій Федотович
  5. Горжій Андрій Андрійович
  6. Заквасов Віктор Григорович
  7. Бурлака Олег Анатолійович
  8. Вакуленко Володимир Олександрович
  9. Лісняк Сергій Григорович
  10. Шлома Генадій Михайлович
  11. Страшненко Тетяна Олександрівна
  12. Трисячний Юрій Миколайович
  13. Золотаренко Олександр Васильович
  14. Ващенко Юлія Вікторовна
  15. Комишан Лілія Іванівна
  16. Новоселецька Світлана Петрівна

На території сільради діє Черкаське регіональне управління водних ресурсів Оболонська дільниця, начальник — Олійник Олександр Сергійович (с. Святилівка, вул. Репіна).

## Економіка
Виробнича спеціалізація підприємств розташованих на території Святилівської сільської ради: вирощування зернових, зернобобових та технічних культур.
Провідним підприємством та орендарем землі сільської ради є ВП «А/ф ім. Шевченка» ТОВ ІПК Полтавазернопродукт (директор — Даценко Василь Петрович, с. Святилівка, вул. Леніна, 124).

## Освіта
На території сільради діє одна школа:
- Святилівська ЗОШ I—III ступенів, директор — Лісняк Валентина Михайлівна (вул. Шкільна, 2)

## Медицина
Діють 6 закладів охорони здоров'я (у тому числі ветеринарна лікарня):
- Святилівська АЗПСМ, головний лікар — Калуга Катерина Степанівна (с. Святилівка, вул. Шкільна, 22)
- ФАП, Чепурна Світлана Василівна (с. Проценки, вул. Шевченка)
- ФАП, Новоселецька Світлана Петрівна (с. Липове, вул. Леніна, 53)
- Святилівська дільнична лікарня ветеринарної медицини, завідувач — Нємцев Василь Миколайович (вул. Леніна, 146-а)
- Аптека № 107, завідувачка — Олійник Надія Василівна (с. Святилівка, вул. Леніна, 114)
- Святилівське КП «Ветеран», директор — Нижник Світлана Миколаївна (вул. Шкільна, 24)

## Культура
Є два заклади культури:
- Святилівський Будинок Культури, директор — Хмелик Ольга Іванівна (вул. Леніна, 120)
- Липівський сільський клуб, завідувачка — Сьомак Любов Семенівна (вул. Леніна, 38)

## Зв'язок
- Відділення поштового зв'язку, завідувачка — Проценко Лідія Іванівна (с. Святилівка, вул. Леніна, 116)[1].